# Flores (Açores)
Cet article possède des homonymes et des paronymes, voir Flores et Ilha das Flores.
Flores (en portugais : Ilha das Flores, qui signifie « Île des Fleurs » en français) est une île des Açores, un archipel du Portugal. Avec une superficie de 141 km2, elle abrite 3 428 habitants en 2021.
Avec l'île de Corvo, située à 18 kilomètres au nord est, elle constitue le sous-archipel occidental des Açores. Ces deux îles sont situées sur la plaque tectonique nord-américaine alors que le reste de l'archipel est sur la plaque eurasiatique.
Elle est divisée en deux municipalités : Santa Cruz das Flores au nord et Lajes das Flores au sud.
L'île est classée en tant que réserve de biosphère par l'Unesco depuis 2009.

## Géographie
L'île est bordée de falaises au nord-est et est constituée d'un plateau central de 700 mètres d'altitude en moyenne. Cette île compte aussi quelques sommets. Morro Alto est le plus haut d'entre eux avec 914 mètres d'altitude, Pico dos Sete Pés (849 mètres), les deux autres principaux sommets sont Pico da Burrinha (886 mètres) et Marcela (773 mètres). Le centre de l'île est un volcan aujourd'hui éteint avec sept lacs volcaniques. Le lac Lagoa Funda est considéré comme le plus beau. Águas Quentes est un ensemble de sources chaudes et sulfureuses. Les lacs se sont formés au creux de caldeiras (anciens cratères).
Flores constitue, avec sa voisine Corvo, le point le plus occidental du Portugal, distante de plus de 1 862 km de la péninsule Ibérique et de 510 km de Ponta Delgada (centre économique de l'archipel des Açores). 
L'îlot de Monchique, haut de 32 mètres et situé à 1 500 mètres des côtes de Flores, est la terre la plus occidentale de l'Europe.

### Climat
Du fait de sa position isolée en plein océan Atlantique, l'île bénéficie d'un climat subtropical humide. Le climat est directement influencé par le courant du Golfe, ce qui amène des températures très douces l'hiver qui varient de 10,9°C à 16,3°C en février (mois le plus frais) et chaude l'été sans excès de 19,1°C à 25°C. Les précipitations sont assez homogènes toute l'année.
| Mois                                | jan. | fév.  | mars  | avril | mai  | juin | jui. | août | sep.  | oct.  | nov.  | déc.  | année   |
| ----------------------------------- | ---- | ----- | ----- | ----- | ---- | ---- | ---- | ---- | ----- | ----- | ----- | ----- | ------- |
| Température minimale moyenne (°C)   | 11,3 | 10,9  | 11,5  | 12,2  | 13,8 | 16   | 18,2 | 19,1 | 18    | 16    | 14,2  | 12,5  | 14,5    |
| Température moyenne (°C)            | 14   | 13,6  | 14,3  | 15    | 16,6 | 18,9 | 21,3 | 22,3 | 21,1  | 18,8  | 16,7  | 15,1  | 17,3    |
| Température maximale moyenne (°C)   | 16,5 | 16,3  | 16,9  | 17,5  | 19,3 | 21,7 | 24,2 | 25,3 | 24    | 21,5  | 19,3  | 17,6  | 20      |
| Précipitations (mm)                 | 198  | 191,3 | 138,9 | 108,8 | 95,5 | 85,7 | 62,6 | 83,9 | 127,5 | 147,1 | 191,9 | 210,9 | 1 642,1 |
| Nombre de jours avec précipitations | 23,9 | 22    | 21,1  | 18,6  | 18,6 | 15,7 | 15   | 16,4 | 19,7  | 21,9  | 22,1  | 24,7  |         |

### Hydrologie

#### Lagunes
Au moins six lagunes sont situées à l'intérieur de l'île, ce qui n'est pas très fréquent pour une île de petite taille (143 km2). Mais la présence de ces lagunes peut s'expliquer en cinq points: des facteurs climatologiques (entre autres, des précipitations élevées), des facteurs volcano-morphologiques (par exemple le cratère d'un volcan), des facteurs géologiques et pédologiques, des facteurs concernant l'une ou l'autre plaque tectonique, et des facteurs de temps,.
Dans le cas de Flores, les lagunes jouent un rôle important dans l'équilibre hydrologique de l'île. Les six principales lagunes (Branca, Seca, Negra, Comprida, Lomba et Rasa) se situent au-dessus des 500 mètres d'altitude, dans ce qui est nommé le plateau central de l'île (compris entre 500 mètres d'altitude et le sommet de l'île culminant à 915 mètres).

## Histoire

### Premiers colonisateurs
En 1452, Henri le Navigateur envoie le navigateur Diogo de Teive, pour aller découvrir et reconnaître la mythique île d'Antilia qu'on imagine située au-delà de l'archipel des Açores.
Ce dernier aurait atteint, en compagnie de son fils, João de Teive, l'île de Terre-Neuve et sur le chemin de retour passant par les Açores, reconnu les îles de Corvo et Flores.
Ces deux îles reçurent les noms de « Ilhas das Flores » et « Ilhas Floreiras ». Assez éloignées des autres îles des Açores, elles furent considérées comme ne faisant pas partie de l'archipel des Açores.
Vers 1470 le Flamand Willem van der Haghen tente de s'installer sur l'île mais il échoue. L'île vit à l'écart pendant plusieurs siècles, parfois dans un isolement total, subissant les pillages des corsaires.
Les habitants de cette île développent les cultures consacrées au pastel, blé, maïs, igname, oranges ou encore le tabac. Mais l'éloignement et la faible production ne permet pas aux habitants de commercer avec le continent.
Dans le traité de Tordesillas de 1493, le Pape Alexandre VI partagea le monde entre l'Espagne et le Portugal : les terres situées au méridien à cent lieues à l'ouest de l'île de Flores seraient à l'Espagne et celles à l'est (Afrique et Asie) seraient au Portugal.
L'Espagne et le Portugal reportèrent le méridien à 370 lieues à l'ouest, et c'est ainsi que le Brésil devint portugais.

### XVIIIeetXIXesiècles
À partir du milieu du XVIIIe siècle, les baleiniers américains viennent dans l'archipel et en profitent pour recruter des marins et harponneurs parmi la population. Grâce aux connaissances acquises, une chasse au cachalot artisanale se développe ensuite sur l'île. Elle perdure jusque dans les années 1970/1980, date des dernières chasses traditionnelles effectuées à l'aide de harpons lancés à la main à partir de petites embarcations à voile et à rames.
Les habitants développent aussi l'élevage bovin.

### XXesiècle
L'attractivité de l'Amérique (Canada et États-Unis) ne laisse pas insensible les habitants qui fuient massivement l'île. La population chute de 12 000 à 4 000 habitants.
Entre les années 1960 et 1994, dans le cadre d'un accord de défense franco-portugais, Flores accueille une base militaire associée à une station de mesures du Centre d'essais des Landes, destinée au suivi des essais en vol des missiles balistiques français au-dessus de l'Atlantique. L'arrivée des Français dans cette région a été très bénéfique pour l'économie, la logistique avec l'implantation d'un hôpital et la culture avec un apprentissage de la langue française. Mais, à la fermeture du site (consécutive à la mise en service de moyens d'observation navals au réceptacle plus précis et performants pour ces essais, BEM Poincaré puis Monge), le commerce a souffert du départ des Français et l'hôpital dépérit lentement. De nombreuses familles se retrouvent subitement sans travail.

## Tourisme
L'île de Flores est réputée être la plus verdoyante de l'archipel. Flores signifie en effet fleur en portugais.
Recouverte de millions d'hortensias bleus, couleur donnée par le sol composé de basalte, chaque mois apporte de nouvelles fleurs aux couleurs multiples. Cette île possède aussi une végétation endémique extraordinaire qui tapisse le centre et le nord-est de l'île avec des mousses et lichens de parfois 30 centimètres d'épaisseur. La présence de cette végétation est liée au fort taux d'humidité et aux pluies fréquentes qui arrosent le centre de l'île.
Les torrents sont riches en truites arc-en-ciel et on trouve des anguilles au pied des cascades.
L'île est aujourd'hui une escale pour les navires plaisanciers.

## Monuments et lieux
La Gruta de Enxaréus est une caverne en bord de mer, longue de 50 mètres pour 25 mètres de large, cette grotte est accessible exclusivement par bateau.
Entre Fajã Grande et Fajãzinha, on peut aussi observer les chutes de Ribeira Grande, hautes d'environ 100 mètres, et ses vingt cascades, dont certaines se jettent dans l'océan Atlantique.

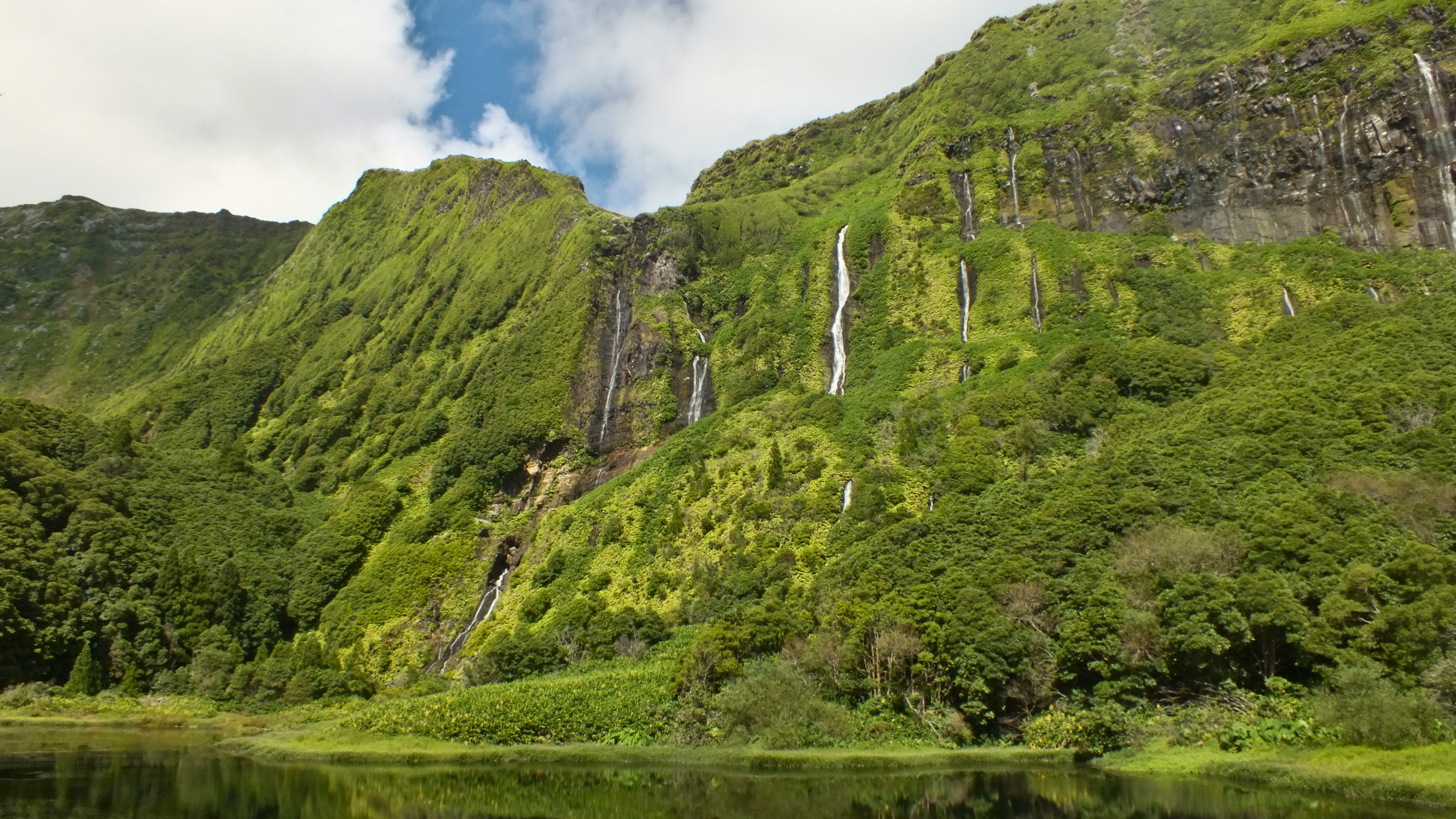
Chutes de Ribeira Grande.

Le parc forestier et animalier de Fazenda de Santa Cruz, du fait de son microclimat, réunit les conditions permettant le développement d'un grand nombre d'espèces végétales comme le pin de l'Himalaya, Hibiscus, Azalées, fougères, belladones, et strelitzias.
Sur la municipalité de Lajes das Flores peut être visité Fajãzinha, un village typique des Açores, et ses ruines d'un moulin à eau signe de la présence ancienne de colons hollandais.
Le phare d'Albarnaz construit en 1915 sur Ponta da Albarnaz à Santa Cruz das Flores.